# Steyr GB
Die halbautomatische Selbstladepistole Steyr GB (während der Entwicklung Steyr Pi 18, später auch „GB-80“) wurde von Steyr Mannlicher entwickelt. Die Waffe verwendet die Kaliber 9 × 19 mm sowie 9 × 18 mm Ultra.

## Entstehungsgeschichte
Die Steyr Selbstladepistole „GB“ ist eine halbautomatische Selbstladepistole in Ganzstahlausführung mit Spannabzug (DA/SA). Die während der Entwicklungsphase verwendete Typenbezeichnung „Pi 18“, die auf die für die 1970er Jahre überdurchschnittliche Magazinkapazität von 18 Schuss hinweist, wurde bei Markteinführung in „GB“ geändert. Dieses Kürzel steht für den Begriff „GasBremse“, der bereits auf das Funktionsprinzip eines mittels Gasdruck verzögernden Feder-Masseverschlusses hinweist. Die kinematisch korrekte Bezeichnung für dieses Verschlussprinzip lautet „Kraftschlüssig-dynamischer Feder-Masse-Verschluss“. Dieses Verschlussprinzip soll allerdings nicht mit dem weit mehr bekannten Verschlussprinzip der Gasdrucklader verwechselt werden.
Die Pistole wird gelegentlich auch als „GB-80“ bezeichnet, was auf die offizielle (zivile!) Markteinführung der GB Anfang der 1980er Jahre hinweist.
Der gasdruckgebremste Masseverschluss ist ein äußerst ingeniöses Verschlussprinzip, welches gegenüber den „starr“ verriegelten Systemen mit Unterstellstrecke – wie z. B. dem Browningverschluss – einige wesentlichen Vorteile aufweist. Er ermöglicht die störungsfreie Verwendung aller Munitionslaborierungen, die aufgrund der weltweiten Verbreitung des Kalibers 9 mm × 19 in militärischer und ziviler Verwendung stark variieren können. Aufgrund des feststehenden Laufes und der exakten, systembedingt notwendigen, „gasdichten“ Passung zwischen Laufmündung und Mündungskappe schießt die GB wesentlich präziser als andere „militärische“ Gebrauchspistolen. Aus der Schießmaschine ergeben sich mit Serienpistolen und fester Visierung Streukreise von max. 3 cm auf 25 m, was allerdings die Verwendung von Matchmunition voraussetzt. Das ist ein Wert, der nur noch von einer SIG P210 erreicht werden kann. Die gasdruckverzögerte Verriegelung reduziert darüber hinaus etwas den Rück- und Hochschlag, was bei schnellen Schussfolgen die Waffe weniger aus dem Ziel auswandern lässt als solche mit starrer Verriegelung.
Die GB wurde als militärische „full-size“-Seitenwaffe (Ordonnanzpistole) ausgelegt und entstand bereits Ende der 1960er Jahre aufgrund eines „inoffiziellen“ Entwicklungsauftrages für das Österreichische Bundesheer. Ein Lastenheft existierte zu diesem Zeitpunkt nicht; Steyr-Daimler-Puch hatte aufgrund des damaligen Beziehungsgeflechts sehr präzise Kenntnisse darüber, welche Eigenschaften das Bundesheer von einer neuen Dienstpistole erwartete. Die „neue“ sollte die zwischenzeitlich bereits in die Jahre gekommenen Walther P38 und Colt P11 aus Wehrmachtsbeständen sowie auch die belgischen FN M35 der Gendarmerie ersetzen.
| Masse des Magazins        | leer: 120 g |
| Masse des Magazins        | voll: 340 g |
| Drall- und Lauflänge      | 220 mm mit trigonalem Polygonprofil, 136 mm lang |
| Visierung                 | Balkenkorn mit Leuchtpunkt; Rechteckkimme mit 2 Leuchtpunkten                                                                                              |
| V0                        | munitionsabhängig ca. 350–450 m/s |
| E0                        | munitionsabhängig ca. 400–640 J |
| Abzugssystem              | Spannabzug („DA/SA“) |
| Sicherungen               | unabhängig wirkende, innenliegende Fallsicherung; Sicherheitsrast; Zündstiftsicherung bei Betätigung des Entspannhebels                                    |
| Oberflächen (zivil)       | äußere Verschlussflächen geschliffen und brüniert, Oberseite sandgestrahlt und brüniert; äußere Griffstückflächen mit eingebranntem Schrumpflack überzogen |
| Oberflächen (militärisch) | alle Oberflächen sandgestrahlt matt und brüniert |

## Systembeschreibung

### Gasbremse
Äußerlich unterscheidet sich der schwallgasdruckgebremste Masseverschluss mittels einer zentrisch um den Lauf platzierten Reaktionskammer nur unwesentlich von einem starr verriegelten Browningverschluss. Als signifikantes Unterscheidungsmerkmal kann die mündungsseitige Verschlusskappe der Reaktionskammer gelten. Das Funktionsprinzip der Gasdruckverzögerung ist jedoch ein gänzlich anderes als jenes mit „starr“ (= mechanisch-formschlüssig) verriegeltem Browningsystem.
Beim Schuss wird beim gasdruckverzögerten Masseverschluss ein kleiner Teil der Treibladungsgase durch zwei ca. in Laufmitte eingebrachte Bohrungen abgezweigt und in die Reaktionskammer geleitet. Diese wird aus dem Zwischenraum Lauf / Verschlussgehäuse gebildet und kommt daher ohne ein zusätzliches, exzentrisches Piston wie bei der systemgleichen HK P7 aus. Sie besteht aus einer vorn am Verschlussschlitten angeordneten, gasdicht abschließenden Verschlusskappe mit der nachgelagerten Reaktionskammer, welche direkt um den Lauf herum angeordnet ist, und einer fest auf dem Lauf, auch ca. mittig aufgesetzten Laufbund-Labyrinthdichtung. Nachdem das Projektil die Laufbohrungen passiert hat, strömt ein kleiner Teil der Treibgase in die Reaktionskammer und verhindert hiermit über den entstehenden Schwalldruck „pneumatisch“ das Öffnen des mechanisch unverriegelten Masseverschlusses. Die für diese Gasdruckverriegelung notwendige Angriffsfläche für den notwendigen Schwalldruck wird vom vorderen Teil der Verschlusskappe gebildet. Diese innere Fläche ist funktionsbedingt etwas kleiner ausgelegt als der Hülsenquerschnitt am Stoßboden der Patrone. Die Verschlusskappe – mit dem Verschluss fest verbunden mittels einer Bajonettverbindung – hält diesen geschlossen, bis das Projektil die Laufmündung passiert hat. Die Sicherheitsstrecke des Kraftschlusses beträgt hierbei – wie bei einer gewöhnlichen Feder-Masseverschluss-Pistole – etwa 2 mm. Danach sinkt im Inneren des Laufes der Treibladungsdruck schlagartig ab; durch die Laufbohrungen kann nun der innerhalb der Reaktionskammer aufgebaute Druck in den Lauf entweichen. Impulsbedingt beginnt nun der Verschluss sich zu öffnen und pumpt während des Rücklaufes die entspannten Schwalldruckgase aus der Reaktionskammer in den Lauf. Gleichzeitig entweicht auch bei der beginnenden Verschlussöffnung ein Teil der Gase über die freigewordene Labyrinthdichtung durch den sich ergebenden Spalt zwischen Laufwandung und Verschlusskappe.
Die Gasdruckhöhe bestimmt automatisch die partielle Rücklaufverzögerung und infolgedessen die Rücklaufgeschwindigkeit des Verschlusses: Ein hoher Gasdruck bewirkt eine stärkere, ein mittlerer eine mittlere und schwacher eine schwache Verzögerung. Analog zur Laborierung ermöglicht diese GasdruckBremse, die verschiedensten Laborierungen störungsfrei zu verschießen. Nach unten hin findet die Laborierung jedoch durch die Verschlussfederkraft (bzw. Federkonstante) ihre Grenze. Der interne Pumpvorgang während des Verschlussrücklaufes bewirkt zusätzlich eine leichte Rückstoßdämpfung, die hiermit auch das Drehmoment im Handgelenk und den Hochschlag abschwächt.

### Verschluss
Er besteht aus dem Verschlussschlitten sowie der vorab beschriebenen mündungsseitigen Verschlusskappe mit der nachgelagerten Reaktionskammer. Besonders stark beanspruchte Stellen des Vergütungsstahls sind zusätzlich induktiv gehärtet, um Abriebverschleiß entgegenzuwirken. Die innen hartverchromte Reaktionskammer wird mittels Verriegelungswarzen mit einer umlaufenden Nut an der Verschlusskappe im hierfür entsprechend ausgelegten Vorderteil des Schlittens aufgenommen, ähnlich einer Bajonettverriegelung. Sie wird durch den Eintritt des Federführungsrohres der Verschlussfeder gegen Verdrehung gesichert. Die Laufabdichtung der Verschlusskappe hat eine Labyrinthdichtung, die aus zwei Stegen mit der Gesamtbreite von ca. 4,5 mm besteht. Im geschlossenen Zustand wird hiermit – für die einwandfreie Funktion der Gasbremse unabdingbar – der Verschluss um den Lauf herum gasdicht-passgenau geführt. Hinten wird der Verschlussschlitten in 30 mm langen, hinter dem Magazinschacht liegenden Leisten nahezu spielfrei geführt.
Die Seitenflächen des Verschlusses sind geschliffen, die restlichen Flächen sandgestrahlt. An der Mündung sind die Seitenflächen leicht eingezogen. Damit ist der Verschluss sehr gut gestaltet und „holsterfreundlich“.

### Lauf
Der gehämmerte, innen und außen hartverchromte Polygonlauf hat ein dreieckiges Profil. Dieses Profil minimiert beim Geschossdurchgang aufgrund der aneinander vorbeilaufenden Druckspitzen die innere Verformungsarbeit im Projektil. Der Lauf ist fest mit dem Griffstück über ein Brillenstück verschraubt. Die Zug- und Felddurchmesser betragen 8,70 mm und 9,03 mm. Entgegen der bei 9 × 19 mm üblichen Dralllänge von 250 mm wurde diese auf 220 mm verkürzt, was die Drallgeschwindigkeit und damit die Schusspräzision auch auf größere Schussentfernungen erhöht. Die beiden Gasentnahmebohrungen mit 4,5 mm Durchmesser sind 81 mm vor der Laufmündung eingelassen und schräg zur Mündung ausgerichtet. Sie liegen direkt vor der Labyrinthdichtung, die einen Außendurchmesser von 16 mm hat. Sie wird durch zwei ringförmige Ausdehnungen von jeweils 1,4 mm Breite gebildet. An der Laufmündung erweitert sich der Durchmesser von 11,9 mm zur Mündung hin auf 12,6 mm. Auf diesem etwa 6 mm breiten Bund schließt das Führungsrohr der Verschlusskappe gasdicht ab. Die Laufmündung ist außen angefast und innen abgesenkt.

### Visierung
Die 162 mm lange Visierlinie wird aus einem festen, 3,5 mm breiten Leuchtpunkt-Balkenkorn und einer 4,2 mm breiten, verschiebbaren Rechteckkimme mit zwei Leuchtpunkten gebildet. Die Visierung entspricht militärischem Standard. Eine abgesetzte Visierschiene fehlt; die Oberseite ist sandgestrahlt und damit reflexionsfrei.

### Griffstück
Der Griffwinkel beträgt 107° und bietet hiermit auch optimale Deutschusseigenschaften. Es besteht aus zwei zusammengeschweißten Blechprägehälften mit geglätteten Schweißnähten, mittels nachträglicher Wärmebehandlung einsatzgehärtet. Dieses spezielle Herstellungsverfahren (Blechprägeverfahren) wurde bereits während des Zweiten Weltkriegs in Deutschland entwickelt und revolutionierte die Waffenherstellung. Das Griffstück der „zivilen“ GB ist mit einem anthrazitfarbenen, fein strukturierten Einbrenn-Schrumpflack überzogen, der eine sehr gute Griffigkeit gewährleistet. Bei der „militärischen“ Variante verzichtete man auf diesen Luxus; es ist dann wie der Verschluss auch nur phosphatiert. Die Verwendung von Polymerwerkstoffen wurde damals von Steyr-Daimler-Puch zwar erwogen und wieder fallengelassen, weil das Unternehmen über genügend hochwertige Stahlpressen verfügte. Investitionen in Kunststoff-Spritzgussmaschinen erübrigten sich damit. Die kalt verformende Blechprägetechnik macht – beim Prägevorgang mit im Material einhergehender Festigkeitserhöhung – erheblich reduzierte Wandstärken (GB: nur 1,5 mm!) im Vergleich zur „klassisch“ gefrästen Ausführung möglich. Trotz der hohen Magazinkapazität von 18 Schuss ist das Griffstück deshalb nicht überdimensioniert und eignet sich auch für relativ kleine Hände. Der separat gefertigte Abzugsbügel aus Polymerwerkstoff ist mit dem Griffstück lösbar verschraubt. Die Griffschalen sind aus unzerbrechlichem Kunststoff und werden mit je zwei Schauben am Griffstück gehalten.

### Abzugssystem
Die GB hat ein Abzugspannersystem (Normal- und Spannabzug, „DA/SA“) mit links direkt am Hahn angreifender einteiliger Mitnehmerstange (Abzugsstange). Diese zieht im DA-Modus mit ihrer Stangenrast mittels eines rechtwinkligen Muldenansatzes am Hahn, bis dieser nach seiner DA-Endposition die entsprechende Hahnrast überfährt und damit freigegeben abschlägt. Im SA-Modus greift nach dem Spannen der untere Teil des Abzugsstollens in die SA-Hahnrast. Der Rastwinkel beträgt nominell 10°; der Kriechweg des Abzugs ist ca. 1 mm und kann damit als „halbtrocken“ bezeichnet werden. Die Abzugskraft beim SA beträgt ca. 22N, die bei DA ca. 75N und entspricht damit militärischen Anforderungen. Der Abzug ist konstruktiv mit denjenigen anderer modernen, nicht vorgespannten Gebrauchspistolen vergleichbar. Eine Ausnahme bildet bei der GB die Anordnung der Schlagfedern, welche als Torsionsfedern links und rechts auf der Hahnachse angeordnet sind. Ihre Enden stützen sich oben im Abzugsstollen und an der Hahnvorderseite ab. Der Raum im Griffrücken, wo üblicherweise die Schlagfeder untergebracht ist, wird für die MP-Variante zur Aufnahme eines Kadenzbegrenzers freigehalten. Ohne diesen läge die theoretische Schussfolge bei ca. 1200 S/min. Der Schussbegrenzungsmechanismus reduziert diese auf ca. die Hälfte, welche für moderne PDWs üblich ist.

### Magazin
Es nimmt zweireihig 18 Schuss auf. Magazinkörper, Stoßboden sowie auch der Zubringer sind ebenfalls in Blechprägetechnik hergestellte Teile; lediglich die Magazinfederführung ist aus Kunststoff gefertigt. Der Magazinlippenabstand entspricht dem Patronendurchmesser; geladen wird damit wie bei einem MP-Magazin „von oben“. Trotz der sehr kräftigen Magazinfeder wird keine Ladehilfe oder „Fingerakrobatik“ benötigt.

## Entwicklungsgeschichte

### Entwicklungsgeschichte der Gasdruckverriegelung
Das der Steyr Pi 18 zu Grunde liegende Gasdruckverriegelungssystem wurde bereits 1944 unter Leitung des damaligen Chefkonstrukteurs Barnitzke bei den ehemaligen „Gustloff-Werken“ in Suhl entwickelt. Es fand noch Verwendung im „Gustloff“-Volksgewehr 1-5, das in aller Eile im Rahmen des sogenannten „Primitivwaffenprogramms“ für den Volkssturm an der Ostfront entwickelt worden war. (Wie auch der Gasdrucklader Sturmgewehr 44 – ein konstruktiv aber ganz anders funktionierendes System – verwendete es ebenso die „Polte“-Kurzpatrone 7,92 × 33 mm. Das VG 1-5 war eine einfach konstruierte, für Einzel- und Dauerfeuer eingerichtete Handwaffe, die ab Anfang 1945 noch produziert werden konnte. Aufgrund der äußerst kritischen Logistik- und Materialversorgungslage kamen aber bis Kriegsende nur noch wenige dieser Maschinenkarabiner in den Volkssturmverbänden zum Einsatz).

### Entwicklungsgeschichte der Steyr GB
Ende der 1960er Jahre griff man in Österreich bei Steyr-Daimler-Puch dieses Barnitzke-Verschlusssystem wieder auf und begann mit einer Anschlussentwicklung. Diese mündete direkt in die Entwicklung der „militärischen“ Pi 18. Die abschließende Patentschrift vom 6. Dezember 1972 des Steyr-Konstrukteurs Hannes Kepplinger lehnt sich an das Barnitzke-System an, wobei dieses konstruktiv hierbei noch wesentlich verbessert wurde.
Als 1972 die ersten GB-Gebrauchsmuster dem österreichischen Bundesheer zur Verfügung standen, kam jedoch trotzdem kein Kontrakt zustande, obgleich die militärischen Stellen die GB stark befürworteten. Der Grund lag im Umstand, dass einige Jahre vorher eine ähnlich „inoffizielle“ Entwicklungsaktion für das Bundesheer mit einer Maschinenpistole, der MPi 69 (Uzi-Klon), in Gang gesetzt worden war. Steyr hatte davon nun Anfang der 1970er Jahre ca. 5000 Stück „auf Lager“. Man betrachtete bei Steyr die Sachlage auch kommerziell und legte daher dem Bundesheer nahe, nun die MPi 69 abzunehmen und die Pi 18 „als Zugabe“ mit dazu zu bekommen. Man konnte sich jedoch auf diesen Kompromiss nicht einigen, und so blieben die 5000 MPi 69 weiter im Steyr-Arsenal liegen – und die Fertigungspläne der Pi 18 weiter nur in der Schublade...
Es ist nun nicht nachvollziehbar, weshalb Steyr ab diesem Zeitraum nicht sofort mit der „zivilen“ GB-Vermarktung begann. Sie hätte am Markt Mitte der 1970er Jahre mit ihren Leistungsdaten alle anderen vergleichbaren Pistolen in den Schatten gestellt. Als dann Ende der 1970er Jahre dann doch noch ein Lieferkontrakt mit dem Bundesheer zugunsten der MPi 69 zustande kam, wurde die Pi 18 hierbei aber nicht mehr mit einbezogen.

### „GAU“: US-Plagiat „ROGAK/L.E.S. P-18“
Gelegentlich wird fälschlich immer wieder behauptet – auch in renommierter Fachpresse – dass zuerst Rogak das zugrunde gelegte System entwickelt hätte und dass erst später – nachdem er konstruktiv damit nicht zurechtkam – die Steyr-Daimler-Puch sich der Sache angenommen hätte. Diese und ähnliche Behauptungen sind Legenden, welche überwiegend aus diversen US-Fachforenbeiträgen stammen.
Der tatsächliche Hergang kann wie folgt umrissen werden: Mitte der 1970er Jahre erhielt der damalige Steyr USA-Repräsentant Rogak von einem Steyr-Manager die Fertigungsunterlagen des Vorserien- bzw. Prototyps der „Pi-18“, einem Vorläufermodell der GB. Die Gründe für diese Aktion liegen inzwischen im Dunkeln. Es war aber eine eigenmächtige Aktion, die später fatale Folgen nach sich zog. Zwischen Rogak und Steyr gab es jedenfalls nie eine offizielle Lizenzierung oder diesbezügliche Vereinbarungen für die Herstellung. Steyr-Daimler-Puch dementierte z. B. aufgrund einer Fachzeitschrift-Anfrage von 1980 schriftlich, dass (Zitat) „zu keiner Zeit diesbezüglich offizielle Abmachungen zwischen Steyr und Rogak bestanden haben...“.
Rogak begann Ende der 1970er in den USA eigenmächtig unter der Bezeichnung seine „L.E.S. Rogak P-18“ zu bauen und über eine eigene Vertriebsgesellschaft auch weltweit anzubieten. Rogak sah aufgrund der Leistungsdaten der österreichischen „Pi 18“ sehr hohe Marktchancen, die er auch so rasch wie möglich auszuschöpfen gedachte. Im Grunde genommen konnte die Konstruktion als die erste Vertreterin der „Wondernines“ gelten, welche ab Mitte der 1980er Jahre in den USA dann auch ihren Siegeszug antraten.
Rogak produzierte drei „kosmetisch“ leicht voneinander abweichende Varianten aus rostfreiem Stahl. Entweder war Rogak nun aber überfordert oder nicht willens, die vorliegenden Maße, Passungen und Materialkennwerte der österreichischen „Pi 18“ hinreichend zu interpretieren bzw. anzuwenden. Somit wurden übereilt diese „Quick-and-Dirty P-18“ in wesentlichen Details konstruktiv unzureichend gefertigt. Auch die allgemeine Verarbeitungsqualität kann – im Vergleich zur später sehr akkurat gefertigten Steyr GB – nur als äußerst dürftig bezeichnet werden. Am schwerwiegendsten war jedoch, dass die US-Kopie nur unzureichend funktionierte. Selbst unter relativ anspruchslosen US-Waffentestern galt sie bald nur noch als „Jammatic“ („Automatische Ladehemmung“) oder „polished Junk“ („polierter Schrott“). Bei Steyr in Österreich erwog man nun – entsetzt durch einen anzunehmenden Imageverlust für die inzwischen kurz vor der Markteinführung stehenden Steyr GB – eine juristische Auseinandersetzung mit Rogak. Das erledigte sich dann aber von selbst: Die erste US-„Wondernine“ überlebte nicht einmal ihre Marktdurchdringungsphase: Nach ca. 2300 verkauften Pistolen wurde 1981 aufgrund des inzwischen ruinösen Images der „P-18 L.E.S./Rogak“ die Produktion in Morton Grove / Illinoi wieder eingestellt.

### Steyr GB-Erprobung
Steyr hatte die GB mit 6 Testwaffen einsatznah unter verschiedenen klimatischen Bedingungen erprobt. Hierbei wurden rund 40.000 Schuss pro Waffe verschossen. Da geplant war, die GB später auch als „vollautomatische“ Pistole mit Anschlagschaft und im Griffrücken integrierter Kadenzbegrenzung als PDW anzubieten, wurde für die Erprobung auch entsprechende „MP-Munition“ verwendet. Diese ist entsprechend „härter“ geladen und liegt erheblich über den nominellen C.I.P.-Gasdruck von 2350 bar (Piezo-Drucksensor) bzw. 2600 bar (Kupferstauchzylinder) der 9 mm × 19 Patrone. Die damals verwendete Hirtenberger MP-Munition lag mit ihren Gasdruckwerten noch über denjenigen der MEN B2 „DM51“ mit nominell 3000 bar, die z. B. die Bundeswehr verwendet. Aufgrund der dynamischen Verriegelungssteifigkeit des Systems verkraftet die GB z. B. auch die britische MP-Munition [L7A1] mit einem Gasdruck von nominell 3450 bar, die Anfang der 1990er von Hirtenberger ausschließlich für die britischen Streitkräfte produziert wurde. Während der Erprobung traten keinerlei Probleme auf.

### Ohne Schmierung
Die GB benötigt keine Schmierung und wird „trocken“ geschossen. Hierauf wird explizit auch in der Betriebsanleitung hingewiesen. Alle Führungen sind so gearbeitet und oberflächengehärtet, dass sie auch trocken eine nominelle Lebensdauer von 15.000 Schuss sicherstellen.

## Vermarktung

### Ausschreibung Österreichisches Bundesheer
Aufgrund personeller Veränderungen bei den zuständigen Stellen des Bundesheeres sowie auch bei der Steyr-Daimler-Puch AG waren inzwischen die gewachsenen Beziehungsgeflechte stark geschwächt worden. Das zwischenzeitlich vom Bundesheer erstellte Pflichtenheft konnte damit von einem anderen, äußerst agilen österreichischem Hersteller stark beeinflusst werden.
Mitte 1982 begann beim Österreichischen Bundesheer die Erprobung für die neue Ordonnanzpistole. Außer der Steyr GB wurden auch getestet: Beretta 92, Glock 17, H&K P 80 (eine geringfügig modifizierte P 7) sowie die SIG 220, 225, 226. Obgleich die GB von allen Waffen bei den Schussleistungen am besten abschnitt, entschied sich die österreichische Beschaffungskommission 1983 für die „billigste“ aller getesteten Waffen. Die damals noch fast unbekannte österreichische Glock 17 ging als Sieger der Ausschreibung hervor. Der Anfangsbedarf lag bei ca. 25 000 Pistolen. Angeschafft wurden dann ca. 28.000 Stück.

### Ausschreibung US-Army und 'Erprobung Joint Services Small Arms Program' (JSSAP) XM9
Enttäuscht und beschämt, im eigenen Land von einem „No-Name“-Mitbewerber geschlagen worden zu sein, nahm Steyr-Daimler-Puch mit der GB dann ab 1984 an einer US-amerikanischen Heeresausschreibung teil. Dieser war eine Luftwaffenausschreibung vorausgegangen, die das Heer aber nicht anerkannte. Die Heereserprobung „XM9“ sollte eine geeignete Seitenwaffe „M9“ im Kaliber 9 mm × 19 als Ersatz für die inzwischen als veraltet geltende Colt Government M 1911 A1 ermitteln. Amerikanische und europäische Hersteller nahmen an der Erprobung teil: Beretta, Colt, FN, H&K, SIG-Sauer, Smith&Wesson, Steyr und Walther. Glock nahm an dieser Ausschreibung nicht teil, da man einige Randbedingungen der Ausschreibung – z. B. die Offenlegung von Fertigungsdetails sowie auch die Abtretung von Patentrechten im Auftragsfall – nicht akzeptierte.
Die amerikanischen XM9-Waffentester waren wieder besonders von der GB beeindruckt: Höchste Präzision, Feuerkraft und Zuverlässigkeit sowie ein niedriger Rückstoß auch bei Verwendung extrem stark geladener Sondermunition zeichneten die Pistole aus. Sie stolperte dann aber – kurz vor der Endausscheidung – über eine technische Nebensächlichkeit der 72 „Shall“-Bedingungen. Dass dann ausgerechnet Beretta mit seinem zwischenzeitlich modifizierten Modell 92 Beretta 92S-BF den Zuschlag bekam, kann sich nur einem erschließen, der die Eigenarten amerikanischer Erprobungs- und Vergabepraktiken kennt. Stark beeinflussend waren aber der Preis und die Gegebenheit, dass Beretta im Bundesstaat Maryland bereits eine Fertigungsstätte für den zivilen US-Markt hatte. Damit konnte die Produktion für die neue Seitenwaffe M9 größtenteils in den USA stattfinden. Der M9-Kontrakt war anfänglich für 316.000 Pistolen ausgelegt und wurde später dann auf fast 500.000 erhöht.

### Zivile Vermarktung
Die ersten Pistolen unter der Bezeichnung „GB“ kamen ab 1982 auf den Markt. Von der weiteren Bezeichnung Pi 18 hatte man sich verabschiedet, um ein erneutes Desaster wie bei dem US-Plagiat „P-18“ zu vermeiden.
Steyr erhielt zwar in den Folgejahren international kleinere Aufträge für militärische, paramilitärische sowie polizeiliche Spezialeinheiten, unter anderem auch die Special Forces in den USA, im Libanon und in Pakistan. Auch namhafte Geheimdienste interessierten sich für die GB, unter anderem das Ministerium für Staatssicherheit der DDR, das über die USA etwa 100 Stück beschaffte. Das westdeutsche Bundesamt für Wehrtechnik und Beschaffung kaufte ebenfalls 10 Stück. Alle diese kleineren Kontrakte konnten aber nicht den Verlust der österreichischen und amerikanischen Großaufträge kompensieren.
Steyr bemühte sich deshalb ab Mitte der 1980er Jahre mit der GB stärker in die zivilen Märkte einzusteigen. Zu diesem Zeitpunkt war das in Folge vieler Neuentwicklungen namhafter internationaler Hersteller nicht einfach. In den USA trat das Kaliber 9 × 19 mm mit den europäischen, sogenannten „Wondernine“-Pistolen seinen Siegeszug an. Am häufigsten gefragt waren jedoch die gekürzten Kompaktvarianten. Die GB gab es in diesem Zeitraum jedoch nur als rein „militärische“ Variante in voller Größe („full size“). Für „Zivilisten“ ist das in der Regel meist etwas zu „klobig“. Die GB entspricht in ihren Abmessungen ziemlich genau der Beretta 92.
Steyr konnte Anfang der 1980er mit der GB auch nicht in der damals international aufkommenden PPS-Szene (praktisches Pistolenschießen, heute IPSC) Fuß fassen. Aufgrund ihrer ausgezeichneten Schnellschussfähigkeit und hohen Feuerkraft eignet sich die GB ganz hervorragend für das taktische Schießen. Eine bedeutende Einschränkung findet sich aber in der IPSC-Regel, den Wettkampf-Parcours mit gespanntem Hahn und „gesichert“ anzutreten, ein Relikt aus den Zeiten der veralteten „1911er“. Da die GB aber anstelle der manuellen Sicherung die aus taktischer Sicht sinnvollere Schlaghebel-Entspannvorrichtung besitzt, wäre der Schütze hierbei beim ersten Schuss auf die SA des Spannabzugs angewiesen. Steyr versäumte, eine Variante mit klassischer Sicherung anzubieten, um auch den IPSC-Wünschen zu entsprechen, wie das ČZ mit der Modellreihe 75/85 getan hat. Trotzdem wurde die GB bei Pistolenschützen beliebt, die in der oben genannten Einschränkung für sich selbst kein Hindernis sahen und keine Berührungsängste mit der ungewohnten Verschlusstechnik sowie dem unkonventionellen und futuristisch anmutenden Äußeren hatten.
Renommierte internationale Waffentester begeisterten sich für die GB. Sie lobten die solide Ganzstahlkonstruktion, Präzision, Schussleistung, Funktionalität, Griffergonomie, Handhabung sowie die elegante Formgebung. Das noch nachwirkende Desaster um die äußerlich ähnliche „L.E.S. P-18“ verhinderte zumindest in den USA, dass die verstärkten Marketingmaßnahmen dort Mitte der 1980er zu wesentlich höheren Verkaufszahlen führten. Nur diese oder ein wesentlich höherer Preis hätten nach der Ansicht von Steyr eine profitable Vermarktung ermöglicht.
1986 bot Steyr für die GB als Ergänzung zusätzlich einen Mündungskappen-Kompensator an, der an Stelle der Standard-Mündungskappe eingesetzt werden konnte. Er wirkte nicht auf den Lauf, sondern auf den Verschlussschlitten, und wurde speziell für die Verwendung von sehr stark geladener militärischer- oder IPSC-Sondermunition gedacht. Er verringert Rückstoß und Hochschlag nochmals erheblich. Der Repetiervorgang mit seinem Rück- und Vorlauf kann hierbei mit einem deutlichen „Ratsch-Ratsch“ wahrgenommen werden. Die restliche Bewegungsenergie des Schlittens am hinteren Anschlag ist faktisch eliminiert, was besonders dem Präzisionsschießen sehr entgegenkommt.
Der leidige US-Markt war das Schicksal der GB. 1987 teilte Steyr dem US-Importeur „Gun South“ mit, dass aus Wirtschaftlichkeitsgründen der Preis für die GB um 150 $ angehoben werden müsse. Vielleicht war Steyr mit dieser Preiserhöhung etwas zu ungeduldig, denn alle so genannten „Wondernines“ befanden sich Mitte der 1980er Jahre noch in der Markteindringungsphase und erzielten besonders in den USA nur mäßige Gewinne. Beretta 92 FS und Steyr GB kosteten beide Mitte der 1980er in den USA etwa 600 $.
Steyr war Mitte der 1980er mit der GB aufgrund deren Leistungsdaten bestens aufgestellt. Man wäre es heute auch noch beziehungsweise wieder. Gun South war aber damals der Ansicht, dass ein Preis von 750 $ für die GB in den USA nicht durchsetzbar sei, weil dort wohl das Desaster mit der L.E.S./Rogak P-18 noch nachwirkte. Steyr beurteilte die Einwände des US-Importeurs als plausibel und glaubwürdig und stellte die Fertigung der GB ein.
Nach dem Fiasko mit der L.E.S./Rogak war dies der zweite Fehler. Weder Beretta, Walther oder SIG-Sauer hatten später Probleme ihre Produkte zu sogar noch höheren Preisen zu verkaufen. Mit Blick auf den sich damals bereits abzeichnenden Trend zu noch größeren Kalibern hätte die GB aufgrund ihres revolutionären Verschlusssystems das Marktpotential hierfür gehabt.
Am 25. November 1988 lieferte Steyr die letzten 633 GB in die USA. Steyr hatte bis dahin etwa 20.000 GB hergestellt.
Der Fall „Steyr GB“ zeigt, dass nicht allein die Leistungsdaten über den Werdegang einer Waffe entscheiden. Zeitpunkt der Markteinführung, negative wie positive Begleiterscheinungen, politische und wirtschaftliche Zusammenhänge sowie Unzulänglichkeiten des Marketings entscheiden oft mehr darüber, ob eine Waffe am Markt erfolgreich ist oder nicht.